# Heltah Skeltah
Heltah Skeltah — американський хіп-хоп дует, який включає до себе Sean Price (також відомий як Ruck) і Rock (також відомий як Tha Rockness Monstah). Двоє учасників родом із Брукліна, Нью-Йорк. Також гурт входить до складу супергурту Boot Camp Clik, до якої входять також Buckshot, дует Smif-N-Wessun і гурт O.G.C.. Назва «Heltah Skeltah» є своєрідною повагою відомому гурту The Beatles, а зокрема їхній пісні «Helter Skelter», яка входить до альбому The Beatles, також відомий як The White Album 1968 року.

## Дискографія
| Альбом       | Рік  |
| ------------ | ---- |
| Nocturnal    | 1996 |
| Magnum Force | 1998 |
| D.I.R.T.     | 2008 |

| Валторна | Це незавершена стаття про музичний колектив. Ви можете допомогти проєкту, виправивши або дописавши її. |